# Abdan
Ābdān (farsi آبدان) è una città dello shahrestān di Dayyer, circoscrizione Centrale, nella provincia di Bushehr. 